# Президенты Всемирной эсперанто-ассоциации
Президент Всемирной эсперанто-ассоциации (эсп. Universala Esperanto-Asocio, UEA) является избираемым руководителем ассоциации, который руководит работой Правления ассоциации (эсп. Estraro). После создания UEA в 1908 году первым её президентом стал британский эсперантист Гарольд Болингброк Муди.
До 1920 года президент UEA руководил Центральным комитетом (Komitato) ассоциации, поскольку до 1920 года не было разделения функций между Estraro и Komitato. После раскола эсперанто-движения в 1936 году была создана альтернативная UEA организация — Международная эсперанто-лига со штаб-квартирой в Великобритании, и до 1947 года параллельно существовали «женевская UEA» со своим президентом, и «Международная эсперанто-лига» — со своим. Единственным человеком, которому довелось возглавлять обе эти организации, был Луи Бастьен.
После объединения этих двух организаций в 1947 году была создана новая UEA, устав которой по-прежнему предусматривал должность президента. В 1955 году Иво Лапенна предложил свести обязанности президента ассоциации в основном к представительским функциям, в то время как генеральный директор ассоциации должен будет выполнять повседневные обязанности, но эта система действовала только в то время, когда Лапенна сам был генеральным секретарем (1955—1964).
Ниже приведён список президентов UEA за всю историю её существования.

## Швейцарский период
- 1908—1916: Гарольд Болингброк Муди (Великобритания)
- 1916—1919: (вакантно)
- 1919—1920: Гектор Ходлер (Швейцария)
- 1920—1924: Эдуард Штеттлер (Швейцария)
- 1924—1928: Эдмон Прива (Швейцария)
- 1928—1934: Эдуард Штеттлер (Швейцария)
- 1934—1936: Луи Бастьен (Франция)
- 1936—1941: Карл Макс Линигер (Швейцария)
- 1941—1947: Ханс Герман Кюрнштайер (Швейцария).

## Британский период
- 1936—1947: (Международная эсперанто-лига) Луи Бастьен (Франция)
- 1947—1956: Эрнфрид Мальмгрен (Швеция).

## Голландский период

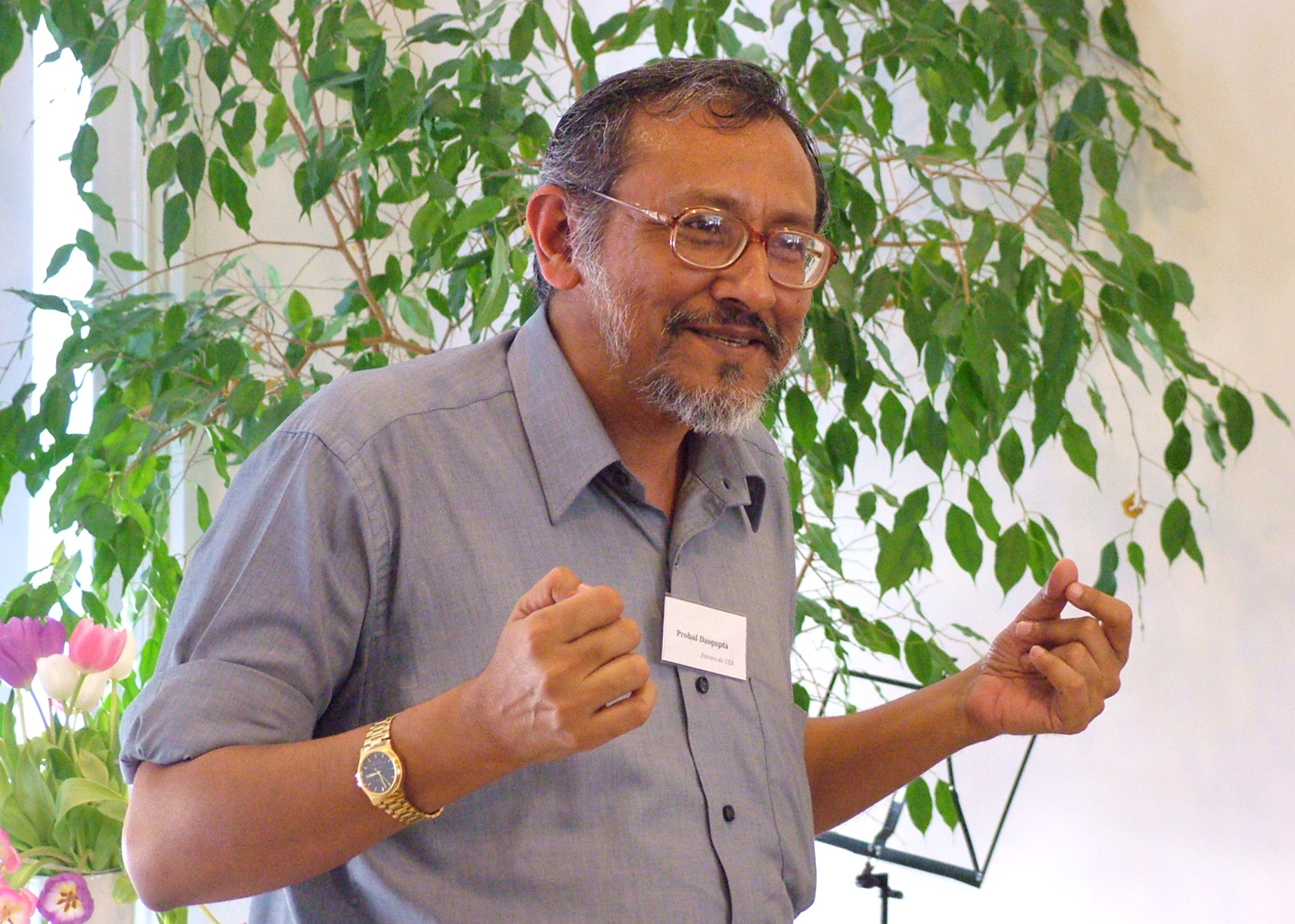
Пробал Дасгупта

- 1956—1960: Джорджо Кануто (Италия)
- 1960—1962: Гарри Холмс, исполняющий обязанности президента (Великобритания)
- 1962—1964: Хидео Яги (Япония)
- 1964—1964: Гарри Холмс, исполняющий обязанности президента (Великобритания)
- 1964—1974: Иво Лапенна (Великобритания)
- 1974—1980: Хэмфри Тонкин (США)
- 1980—1986: Грегори Мартенс (Бельгия)
- 1986—1989: Хэмфри Тонкин (США)
- 1989—1995: Джон Уэллс (Великобритания)
- 1995—1998: Ли Чон Ён  (Республика Корея)
- 1998—2001: Кеппел Эндерби (Австралия)
- 2001—2007: Ренато Корсетти (Италия)
- 2007—2013: Пробал Дасгупта (Индия)
- 2013—2019: Марк Феттес (Канада)
- 2019 — настоящее время: Дункан Чартерс (Великобритания).

## Почётные президенты

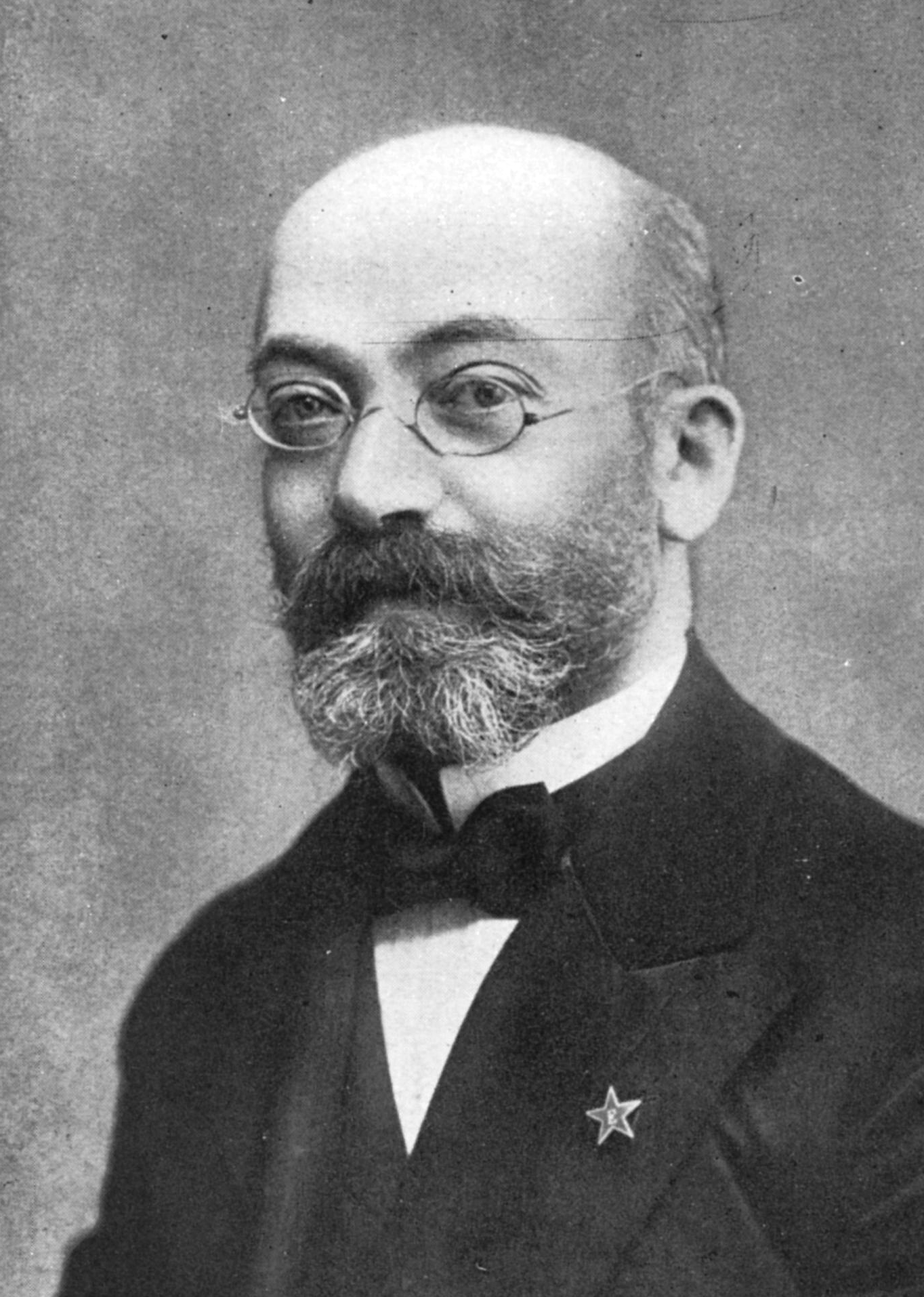
Людвик Заменгоф

Звания почётного президента Всемирной ассоциации эсперанто были удостоены люди, внёсшие большой вклад в создание и развитие эсперанто-движения в мире:
- Людвик Лазарь Заменгоф, 1907—1917
- Эдуард Штеттлер, 1924—1940
- Луи Бастьен, 1947—1961
- Ханс Герман Кюрнштайер, 1947—1968
- Эдмон Прива, 1951—1962
- Эрнфрид Мальмгрен, 1962—1970
- Гарри Холмс, 1964—1974.